# Majvippa
En majvippa eller kalasvippa är en sorts konstgjord vippa, som består av en kort pinne med färgglada pappersremsor fastsatta på toppen.
Majvippor är en del av de traditionella inslagen vid Finlands första maj-firande, samt på Åland. De har också förekommit i Sverige, men då ofta vid valborgsfirandet. I Göteborg såldes de längs gatorna redan på början av 1950-talet i samband med att chalmeristkortegen drog igenom stan.